# Clinocottus globiceps
Clinocottus globiceps és una espècie de peix pertanyent a la família dels còtids.

## Descripció
- Fa 19 cm de llargària màxima.
- Aleta caudal arrodonida.[3][4]

## Hàbitat
És un peix marí, demersal, no migratori i de clima temperat (60°N-32°N).

## Distribució geogràfica
Es troba al Pacífic oriental: des de l'illa Kodiak (Alaska) fins al sud de Califòrnia (els Estats Units).

## Observacions
És inofensiu per als humans i capaç de respirar aire quan és fora de l'aigua.